# ポール・マソン
ポール・マソン（Paul Masson、1874年11月30日 - 1945年11月30日）はフランスの名自転車競技選手。
第1回の近代オリンピック開催となった、1896年のアテネオリンピックのトラックレースにおいて、3つの金メダルを獲得した。
1個目の金メダルは2kmスプリント。地元ギリシャのスタマティオス・ニコロポウロスを破って優勝。2つ目は10kmレース。同胞のレオン・フラマンに激しく迫られ、17分54秒2の同タイムゴールだったが辛くも制した。3つ目は333mタイムトライアル。24秒0のタイムで2位のニコロポウロス以下を今度は圧倒した。
1897年にプロ転向。同年の世界選手権自転車競技大会・プロスプリント3位、グランプリ・ド・パリ2位という記録を残した。1899年に引退している。